# Adenomera thomei
Adenomera thomei é uma espécie de anfíbio da família Leptodactylidae. Endêmica do Brasil, pode ser encontrada nos municípios de Linhares e Governador Lindenberg, no estado do Espírito Santo, no município de Ilhéus, no estado da Bahia e no município de Mimoso do Sul, no estado do Rio de Janeiro.